# Lasiopogon fumipennis
Lasiopogon fumipennis là một loài ruồi trong họ Asilidae. Lasiopogon fumipennis được Melander miêu tả năm 1923.